# Giải vô địch bóng đá U-21 châu Âu 2009
Giải vô địch U-21 châu Âu bắt đầu từ ngày 15 tháng 6 năm 2009, và đó là giải vô địch lần thứ 17. Đây là giải đấu đầu tiên sau khi giải trở lại với chu kì 2 năm một lần, sau giải đấu năm 2006-2007, giải đấu cho phép có 2 cầu thủ trên 21 tuổi.Thuỵ Điển tổ chức giải đấu vào tháng 6 năm 2009; do vậy họ được vào thẳng vòng bảng. 51 trên tổng số 52 đội ở châu Âu tham dự vòng loại, bao gồm cả Montenegro và Serbia, đây là lần đầu tiên họ tham dự với tư cách là 2 quốc gia riêng rẽ, đấu với các đội khác để chọn ra 7 đội khác đến Thuỵ Điển ở vòng chung kết. Andorra không tham dự. Cầu thủ sinh sau hoặc đúng ngày 1 tháng 1 năm 1986 cũng được phép tham dự giải.

## Vòng loại

### Các bảng đấu
51 quốc gia được chia thành 10 bảng đấu, thi đấu từ ngày 31 tháng 5 năm 2007 cho tới 10 tháng 9 năm 2008.Lễ chia bảng được tổ chức vào ngày 13 tháng 2 năm 2007 ở Stockholm, Thuỵ Điển.
| Bảng 1 Ý Croatia Hi Lạp Albania Azerbaijan Quần đảo Faroe | Bảng 2 Séc Ukraina Thổ Nhĩ Kỳ Armenia Liechtenstein | Bảng 3 Bồ Đào Nha Anh Bulgaria Ireland Montenegro | Bảng 4 Tây Ban Nha Nga Ba Lan Gruzia Kazakhstan | Bảng 5 Hà Lan Thuỵ Sĩ Na Uy Macedonia Estonia             |
| Bảng 6 Đan Mạch Slovenia Litva Phần Lan Scotland          | Bảng 7 Bỉ Slovakia Iceland} Áo Đảo Síp              | Bảng 8 Serbia Hungaria Belarus Lativa San Marino  | Bảng 9 Đức Israel Moldova Bắc Ai Len Luxembourg | Bảng 10 Pháp România Bosnia và Herzegovina Xứ Wales Malta |

### Play-offs
Đội đứng đầu 10 bảng đấu và đội đứng thứ nhì có số điểm cao nhất mỗi bảng được chọn để lấy ra 7 suất. Các trận đấu được diễn ra vào tháng 10 năm 2008.
| Đội 1       | TTS           | Đội 2       | Lượt đi | Lượt về |
| ----------- | ------------- | ----------- | ------- | ------- |
| Đức         | 2–1           | Pháp        | 1–1     | 1–0     |
| Đan Mạch    | 0–2           | Serbia      | 0–1     | 0–1     |
| Thổ Nhĩ Kỳ  | 1–2           | Belarus     | 1–0     | 0–2     |
| Austria     | 3–3(p)        | Finland     | 2–1     | 1–2     |
| Wales       | 4–5           | England     | 2–3     | 2–2     |
| Italy       | 3–1           | Israel      | 0–0     | 3–1     |
| Switzerland | 3–4(Hiệp phụ) | Tây Ban Nha | 2–1     | 1–3     |

### Vào vòng bảng
- Thuỵ Điển (đặc cách tham dự)
- Belarus
- Anh
- Phần Lan
- Đức
- Ý
- Tây Ban Nha
- Serbia

## Địa điểm tổ chức

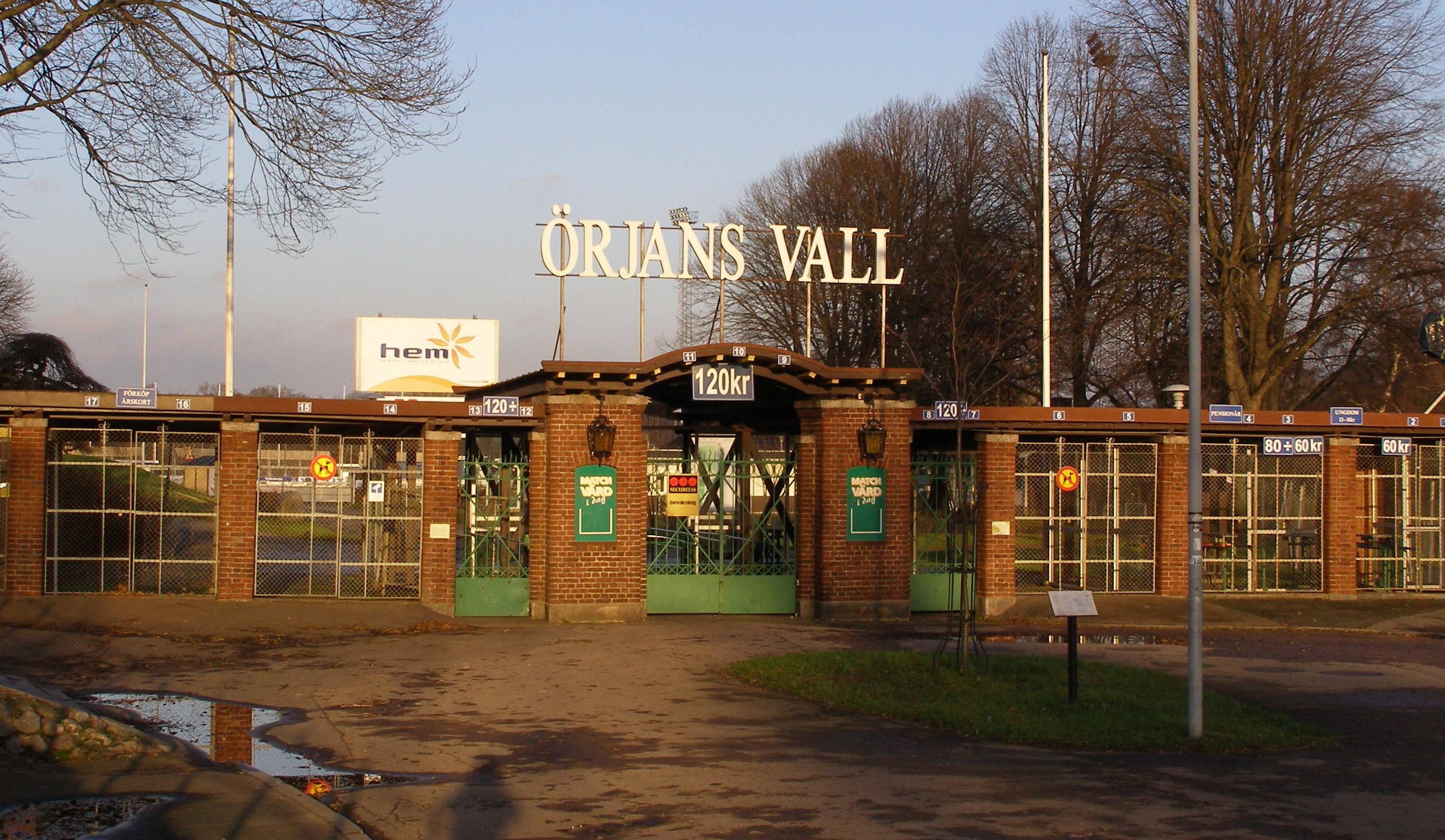
Örjans Vall, nhìn từ lối vào.

Những sân vận động sau được chọn cho giải đấu:
| Sân vận động     | Địa điểm    | Sức chứa thông thường | Sức chứa ở giải đấu |
| ---------------- | ----------- | --------------------- | ------------------- |
| Swedbank Stadion | Malmö       | 24,000                | 21,000              |
| Gamla Ullevi     | Göteborg    | 18,800                | 16,700              |
| Olympia          | Helsingborg | 17,000                | 12,000              |
| Örjans Vall      | Halmstad    | 15,500                | 8,000               |